# هوارد غايل
هوارد غايل (بالإنجليزية: Howard Gayle)‏ هو لاعب كرة قدم بريطاني، ولد في 18 مايو 1958 في Toxteth ‏ في المملكة المتحدة. شارك مع منتخب إنجلترا تحت 21 سنة لكرة القدم. أما مع النوادي، فقد لعب مع برمنغهام سيتي وبلاكبيرن روفرز وستوك سيتي ونادي سندرلاند ونادي فولهام ونادي ليفربول ونادي هاليفاكس تاون ونيوكاسل يونايتد.

## وصلات خارجية
- هوارد غايل على موقع قاعدة بيانات كرة القدم.إي يو (الإنجليزية)
- هوارد غايل على موقع عالم كرة القدم.نت (الإنجليزية)